# Зміїна печера

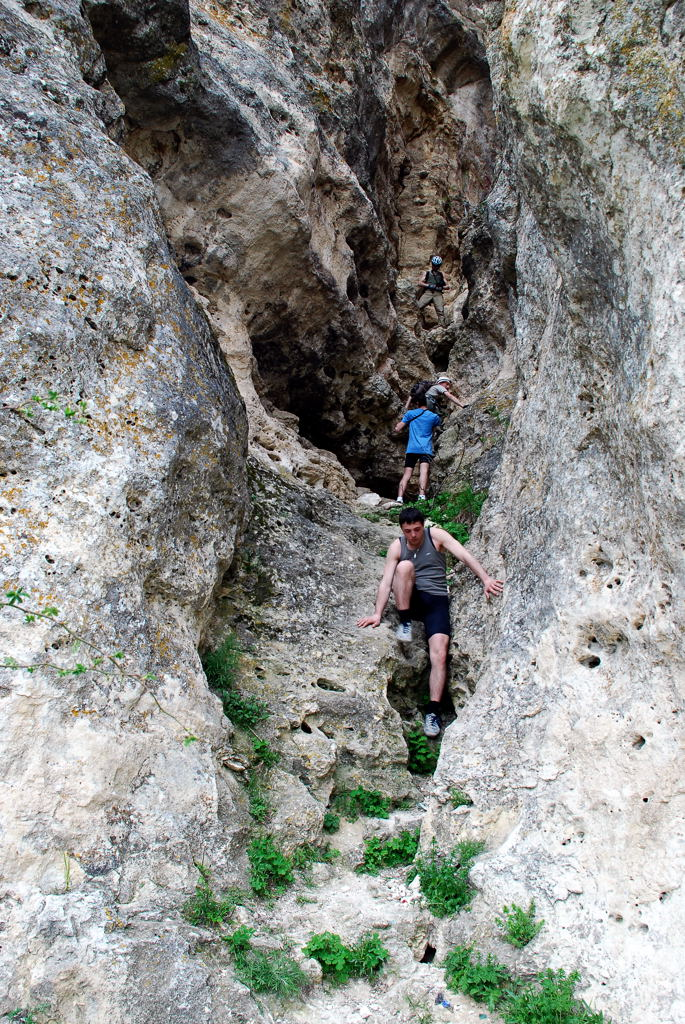

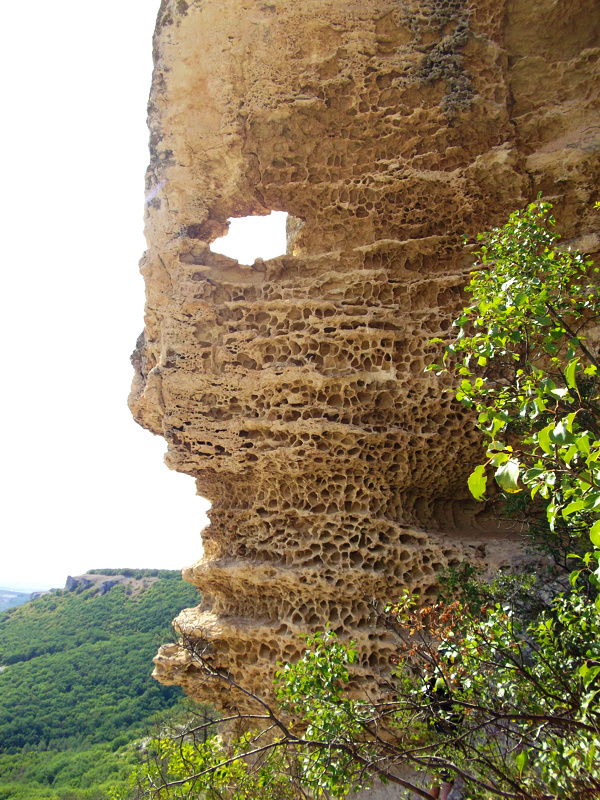

Пече́ра «Змії́на» або Йилан-Кобаси (крим. Yılan qobası) — найбільша карстова порожнина Внутрішнього пасма Кримських гір. Знаходиться на скелі Ач-Кая поряд з урочищем Ливадки та однойменним селом, в 10 км на південь від Сімферополя.

## Опис
Довжина 310 метрів. Площа печери — 410 кв.м., об'єм — 1300 куб.м. Пам'ятка природи з 1969 року.
Назва «Зміїна» пов'язана з її формою, що звивається, зміїться. Вхід має грибоподібну форму; його висота 11 м, ширина 5 м.
Печера розділена глибовими завалами на три поверхи. Третій поверх зруйнований. Поверхи з'єднуються численними колодязями. Печера суха, в ній відсутні сталактити і сталагміти. Наприкінці печери, в одному із залів нижнього поверху, збереглися кристали кальциту, що показують колишній рівень води в печері.
Печера була відома людині ще в VII—VI ст. до н. е. Зміїна печера є археологічною пам'яткою Кизил-кобинської культури (печерне святилище).
У печері живе популяція кажанів, які занесені до Червоної книги. Їх залишилося тут дуже мало.

## Галерея

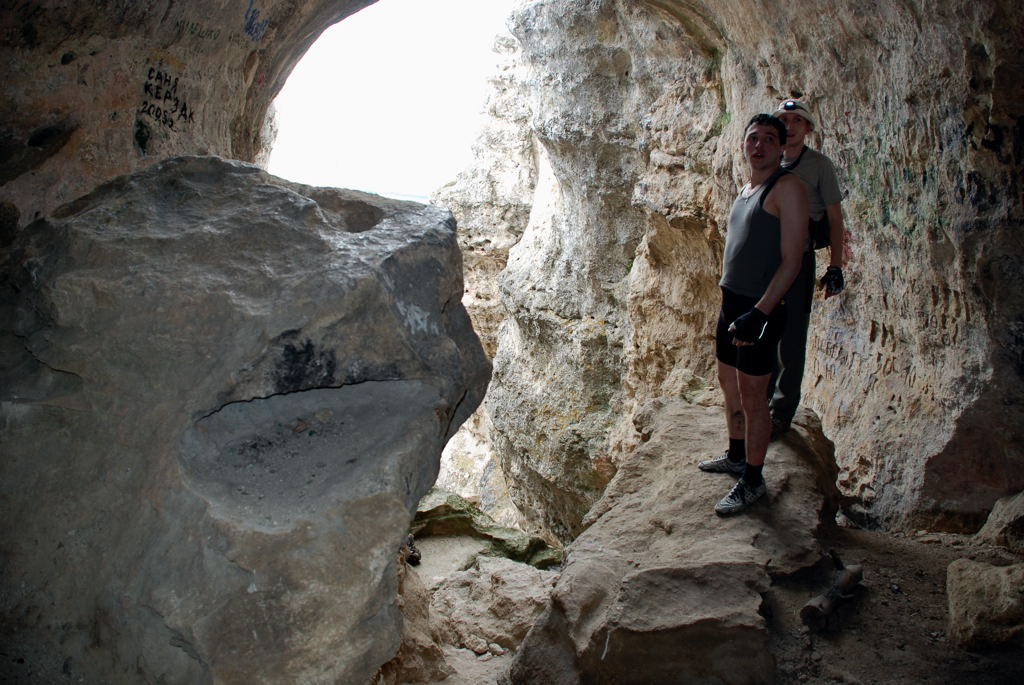
У печері
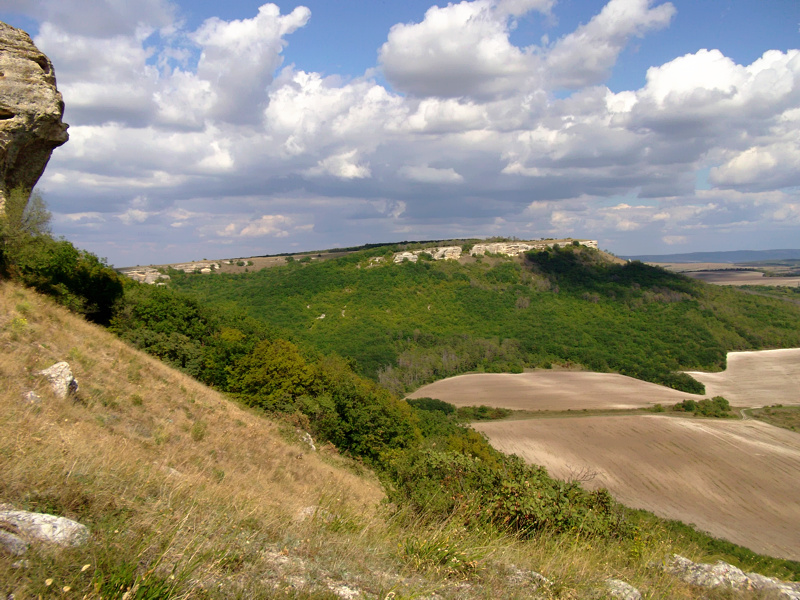
Краєвид біля печери
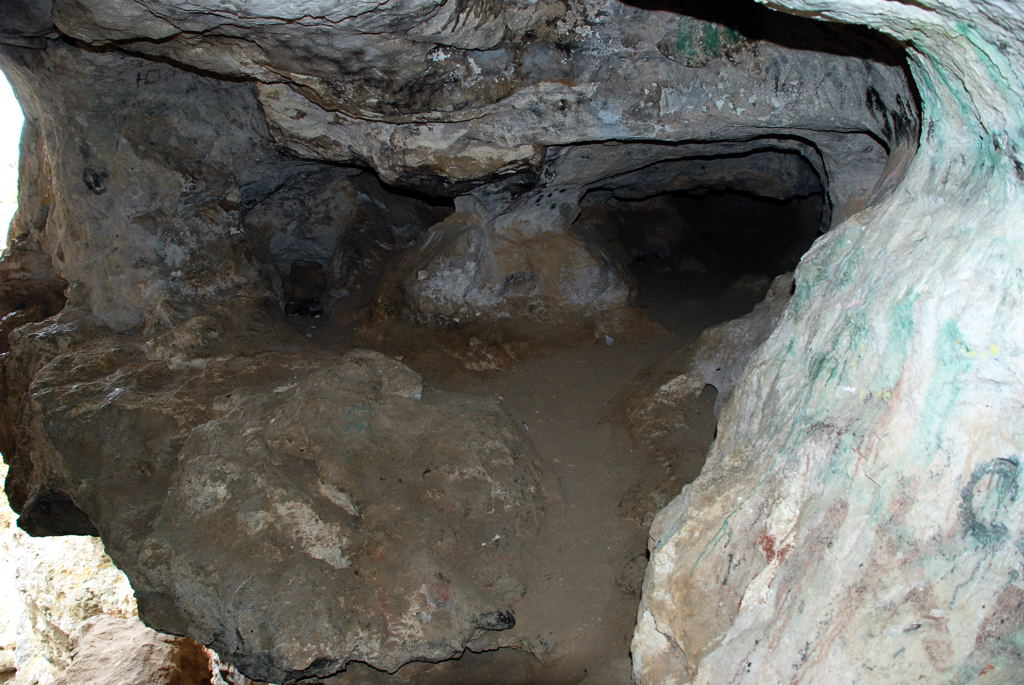
Зміїна печера у травні 2010 р.